# Étienne Jung (auteur de bande dessinée)
Pour les articles homonymes, voir Étienne Jung et Jung.
Étienne Jung, né le 14 avril 1964 à Wissembourg, est un dessinateur de bande dessinée français.

## Œuvre
- Au pays de Trémal, scénario de Jean-Louis Fonteneau, dessins d'Étienne Jung, Doin Éditeurs, 1995  (ISBN 2-7040-0760-8)
- Brüssli, scénario de Jean-Louis Fonteneau, dessins d'Étienne Jung, Les Humanoïdes Associés
  1. Le Conquérant, 2006  (ISBN 2-7316-1757-8)
  2. Le Guerrier, 2007  (ISBN 978-2-7316-2113-6)
  3. Le Bien-aimé, 2011  (ISBN 978-2-7316-2260-7)
- Les Chercheurs de Dieu, Centurion/Grain de soleil
  1.  Jeanne d'Arc, Bartolomé de Las Casas, scénario de Jean-Louis Fonteneau et Philippe Rémy, dessins d'Étienne Jung et Gaëtan Evrard, 1999  (ISBN 2-227-61108-1)
- Gargouilles, scénario de Denis-Pierre Filippi, Les Humanoïdes Associés, collection Les 3 masques
  1. Le Voyageur, dessins d'Étienne Jung, 2003  (ISBN 2-73166-139-9)
- J'ai ma place en classe !, scénario collectif, dessins d'Étienne Jung, ACCÈS Éditions, 2006  (ISBN 978-2-90929-597-8)
- Auguste et Romulus, scénario de Laurent Bidot, Mame Éditions,
  1. Au matin du 3e jour, dessins d'Étienne Jung, 2016  (ISBN 9782728921065)
  2. L'or de Pilate, dessins d'Étienne Jung, 2018  (ISBN 9782728923717)
- Les Chimères de Vénus, scénario d'Alain Ayroles, Rue de Sèvres
  1. Volume 1, 2021,  (EAN 9782369811879)
  2. Volume 2, 2023,  (EAN 9782369810308)

## Récompenses
- 2003 : prix Iris de l'avenir des prix Saint-Michel pour le premier tome de Gargouilles.
- 2004 : prix Bull'gomme 53 pour le premier tome de Gargouilles.
- 2017  : prix Gabriel jeunesse décerné par le CRIABD (Centre religieux d’information et d’analyse de la BD) pour Au matin du troisième jour (éditions Mame).
- 2021 : prix ActuSF de l'uchronie dans la catégorie « Graphisme » pour le tome 1 des Chimères de Vénus[1].